# Campeonato Amazonense de Futebol Feminino de 2022
O Campeonato Amazonense Feminino de 2022 foi a décima sexta edição desta competição de futebol feminino organizada pela Federação Amazonense de Futebol (FAF).
A competição foi composta de quatro fases e disputada por treze equipes entre os dias 13 de agosto e 1 de outubro. Na primeira fase, os participantes foram divididos em dois grupos, pelos quais os integrantes enfrentaram os adversários da outra chave em jogos de turno único.
3B da Amazônia e Recanto Interativo protagonizaram a final, vencida pela segunda equipe. A agremiação conquistou seu primeiro título na história da competição após vencer no agregado da decisão, com o título o clube garantiu o direito de representar o estado na Série A3 de 2023.

## Formato e participantes
Em sua décima sexta edição, o principal campeonato do estado foi disputado em quatro fases, sendo uma em formato de pontos corridos e três eliminatórias. Na primeira fase, os participantes foram divididos em grupos, pelos quais os integrantes enfrentaram os adversários da outra chave em jogos de turno único. Ao término da fase inicial, os cinco melhores colocados na classificação geral se classificaram e se juntaram aos três representantes do estado nos campeonatos nacionais no ano vigente. Nas quartas de final, quatro embates eliminatórios foram formados de acordo com o cruzamento olímpico. Essa fase foi disputada em jogo único assim como a semifinal. As finais foram realizadas em partidas de ida e volta. Os treze participantes são:
| Equipe              | Cidade      | Títulos                                             |
| ------------------- | ----------- | --------------------------------------------------- |
| 3B da Amazônia      | Manaus      | 2 (2019 e 2021)                                     |
| Atlético Amazonense | Manaus      | —                                                   |
| CDC Manicoré        | Manicoré    | —                                                   |
| Clipper             | Manaus      | —                                                   |
| Fast Clube          | Manaus      | —                                                   |
| Iranduba            | Iranduba    | 8 (2011, 2012, 2013, 2014, 2015, 2016, 2017 e 2018) |
| JC                  | Itacoatiara | 1 (2020)                                            |
| Paramazonas         | Manaus      | —                                                   |
| Penarol             | Itacoatiara | —                                                   |
| Recanto Interativo  | Manaus      | —                                                   |
| Rio Negro-AM        | Manaus      | 1 (2007)                                            |
| São Raimundo-AM     | Manaus      | 1 (2010)                                            |
| Tarumã              | Manaus      | —                                                   |

## Resultados
Os resultados das partidas da competição estão apresentados nos chaveamentos abaixo. A primeira fase foi disputada por pontos corridos, com os seguintes critérios de desempates sendo adotados em caso de igualdades: número de vitórias, saldo de gols, número de gols marcados, confronto direto, número de cartões vermelhos recebidos e sorteio. Por outro lado, as fases seguintes consistiram de partidas de jogo único nas quartas e semifinais e ida e volta na final, as equipes mandantes da primeira partida estão destacadas em itálico e as vencedoras do confronto, em negrito. A final foi disputada por Recanto da Criança e 3B da Amazônia e vencida pela primeira equipe, que se tornou campeã da edição.

### Primeira fase
Grupos
| Grupo A                                                              | Grupo B                                                                       |
| -------------------------------------------------------------------- | ----------------------------------------------------------------------------- |
| - Atlético Amazonense - Clipper - Penarol - São Raimundo-AM - Tarumã | - CDC Manicoré - Fast Clube - Paramazonas - Recanto Interativo - Rio Negro-AM |

Classificação geral

### Fase final
|  | Quartas de Final | Quartas de Final | Quartas de Final    |                    |                    | Semifinais | Semifinais | Semifinais |  |  | Final | Final          | Final | Final | Final |
|  |                  |                  |                     |                    |                    |            |            |            |  |  |       |                |       |       |       |
|  | —                | JC               | 2                   |                    |                    |            |            |            |  |  |       |                |       |       |       |
|  | 5A               | São Raimundo-AM  | 0                   |                    |                    |            |            |            |  |  |       |                |       |       |       |
|  | 5A               | São Raimundo-AM  | 0                   |                    | QF1                | JC         | 1 (1)      |            |  |  |       |                |       |       |       |
|  |                  |                  |                     |                    | QF1                | JC         | 1 (1)      |            |  |  |       |                |       |       |       |
|  |                  | QF2              | 3B da Amazônia (p.) | 1 (3)              |                    |            |            |            |  |  |       |                |       |       |       |
|  | 1A               | QF2              | 3B da Amazônia (p.) | 1 (3)              | Tarumã             | 1          |            |            |  |  |       |                |       |       |       |
|  | 1A               |                  |                     |                    | Tarumã             | 1          |            |            |  |  |       |                |       |       |       |
|  | —                | 3B da Amazônia   | 6                   |                    |                    |            |            |            |  |  |       |                |       |       |       |
|  |                  |                  |                     |                    |                    |            |            |            |  |  | SF1   | 3B da Amazônia | 2     | 2     |       |
|  |                  |                  | SF2                 | Recanto Interativo | 4                  | 2          |            |            |  |  |       |                |       |       |       |
|  | 3A               | Penarol          | 3                   |                    |                    |            |            |            |  |  |       |                |       |       |       |
|  | —                | Iranduba         | 0                   |                    |                    |            |            |            |  |  |       |                |       |       |       |
|  | —                | Iranduba         | 0                   |                    | QF3                | Penarol    | 0          |            |  |  |       |                |       |       |       |
|  |                  |                  |                     |                    | QF3                | Penarol    | 0          |            |  |  |       |                |       |       |       |
|  |                  | QF4              | Recanto Interativo  | 9                  |                    |            |            |            |  |  |       |                |       |       |       |
|  | 2A               | QF4              | Recanto Interativo  | 9                  | Recanto Interativo | 4          |            |            |  |  |       |                |       |       |       |
|  | 2A               |                  |                     |                    | Recanto Interativo | 4          |            |            |  |  |       |                |       |       |       |
|  | 4A               | Clipper          | 1                   |                    |                    |            |            |            |  |  |       |                |       |       |       |